# Petru Botnaraș
Petru Botnaraș (n. 2 ianuarie 1987, Călărași, RSS Moldovenească, URSS; în rusă Пётр Ботнараш, transliterat: Piotr Botnaraș) este un rugbist din Republica Moldova care începând cu anul 2009 evoluează la echipe din Rusia. A fost campion al Rusiei cu echipa Enisei-STM (2011) și cu echipa națională a Rusiei la Campionatul European de rugby de plajă din anii 2018 și 2019.